# Sirk
Sirk (em húngaro: Szirk) é um município da Eslováquia, situado no distrito de Revúca, na região de Banská Bystrica. Tem 18,35 km² de área e sua população em 2018 foi estimada em 1.278 habitantes.

## Demografia
| Ano:        | 1994 | 2004   | 2014    | 2024    |
| ----------- | ---- | ------ | ------- | ------- |
| Broj ljudi: | 976  | 1044   | 1173    | 1380    |
| Razlika:    |      | +6,96% | +12,35% | +17,64% |

| Ano:               | 2023 | 2024   |
| ------------------ | ---- | ------ |
| Número de pessoas: | 1369 | 1380   |
| Diferença:         |      | +0,80% |